# Joseph N. Ermolieff
Joseph N. Ermolieff, nato Iosif Nikolaevič Ermol'ev (in russo Иосиф Николаевич Ермольев?; Mosca, 24 marzo 1889 – Los Angeles, 20 febbraio 1962), è stato un produttore cinematografico russo.

## Biografia
Joseph N. Ermolieff fu un personaggio di spicco, pioniere e produttore, nel primo cinema russo durante l'Era imperiale.
Nel 1911 lavorò come corrispondente della casa Pathé a Mosca; tre anni dopo nel quartiere di Sokol'niki avviò le proprie produzioni cinematografiche e successivamente, nel quartiere della stazione di Kiev, aprì nuovi ampliati studi cinematografici.
In quegli anni, e soprattutto fino al 1917 produsse decine di opere tentando principalmente la riduzione da testi letterari (I Demoni, 1915, regia di Jakov Aleksandrovič Protazanov; La dama di picche, 1916; Padre Sergio, 1917).
Prima della rivoluzione russa creò attorno a sé il nerbo degli attori e dei registi che divennero famosi anche all'estero.
Dopo la rivoluzione russa si trasferì in Francia e lì divenne un produttore affermato, fondando l'azienda Film Albatros; così come a Parigi lavorò anche nell'Emelka Studios di Monaco di Baviera.
Ermolieff continuò fino all'avvento del sonoro a rappresentare il cinema russo prerivoluzionario, con opere certamente dignitose.
Nel 1936 ottenne un grande successo internazionale con il film intitolato Il corriere dello zar e successivamente si spostò negli Stati Uniti d'America l'anno successivo con l'intenzione di realizzare la versione in lingua inglese del film. Si stabilì in America e divenne cittadino nel 1942, ma ebbe qualche problema per lavorare a Hollywood nonostante la produzione di film occasionali come Avamposto in Marocco (1949) e Fort Algeri (1953). Nel 1944 ha prodotto una versione messicana di Michele Strogoff (1944).

## Cinematografia
- La dama di picche (Pikovaja dama), regia di Jakov Aleksandrovič Protazanov (1916);
- Padre Sergio (Otec Sergij), regia di Jakov Aleksandrovič Protazanov (1918);
- Il corriere dello zar (Der Kurier des Zaren o Michel Strogoff. Le Courrier du tzar), regia di Richard Eichberg (1936);
- Ab Mitternacht, regia di Carl Hoffmann (1938);
- Forte Algieri (Fort Algiers), regia di Lesley Selander (1953).